# Danish Fashion Institute
Dansk Fashion Institute (DAFI) er en netværksorganisation etableret af den danske modebranche i 2005. Med mere end 130 medlemsvirksomheder som spænder fra store, etablerede virksomheder til den nye generation af modemærker, over organisationer, modelbureauer og accessories virksomheder. DAFI's formål er at fremme initiativer, der gavner industrien, men som virksomhederne ikke ville kunne gennemføre på egen hånd.

## Copenhagen Fashion Week
Det første store projekt DAFI kastede sig over var udviklingen af Copenhagen Fashion Week. Modeugen eksisterede som messeuge (market week) med 2 stærke messer (CIFF og CPH Vision) og mange internationale besøgende, men show-ugen (fashion week) var spinkel og helt uorganiseret. DAFI ændrede markant på dette, og i dag er Copenhagen Fashion Week et etableret internationalt brand med en showkalender på 47 shows, 5 messer, 2400 udstillende brands, med flere hundrede events og aktiviteter både for de professionelle og borgerne; en stor kulturel begivenhed for København med et imponerende besøgstal af internationale medier og indkøbere. Copenhagen Fashion Week drives som et datterselskab under DAFI. Copenhagen Fashion Week tiltrækker tusindvis af professionelle besøgende til messerne og mange hundrede medier til byen 2 gange om året. 

## Nordic Fashion Association og NICE
Ydermere har DAFI skabt et netværk på tværs af nordens modebrancher, og således blev Nordic Fashion Association i 2008 en realitet, i samarbejde med DAFI’s nordiske søsterorganisationer. Nordic Fashion Association driver sammen projektet NICE (Nordic Initiative Clean and Ethical) der skal støtte og motivere modevirksomheder i norden til at integrere bæredygtighed og social ansvarlighed i virksomhederne. 
I december 2009 stod DAFI sammen med Nordic Fashion Association bag modebranchens bidrag til COP15: Copenhagen Fashion Summit. Denne konference blev en ubetinget succes, og samlede mere end 650 branchefolk, eksperter og NGO’er fra hele verden og diskuterede visioner og udfordringer for en bæredygtig modebranche. Copenhagen Fashion Summit blev igen afholdt med stor succes 3. maj 2012 med over 1000 deltagere fra hele verden. Den næste Copenhagen Fashion Summit bliver afholdt den 24. april 2014 .

## Andre initiativer
DAFI har siden begyndelsen desuden arbejdet for at styrke branchens konkurrencedygtighed gennem tilføjelse af nødvendig viden gennem workshops, seminarer og konferencer om fx CSR, internationalisering, forretningsmæssige kompetencer, markedstrends og innovation. 
DAFI orgniserede det politiske brancheinitiativ Modezonen, et samarbejde mellem DAFI, Dansk Erhverv, Eksportrådet, Wonderful Copenhagen, Designskolen Kolding, Danmarks Designskole, TEKO, KEA, CBS og Dansk Design Center. Modezonen havde til formål at skabe en fælles platform og ruste modebranchen til den globale konkurrence samt bidrage til at gøre Danmark til en væsentlig spiller på niveau med de førende modemetropoler. Modezonen lancerede desuden i februar 2010 branchemediet FashionForum.dk, som i dag har mere end 4500 daglige unikke brugere fra branchen.